# Керрі Гілі
Керрі Мерфі Гілі (англ. Kerry Murphy Healey; нар. 30 квітня 1960, Омаха, Небраска) — американська політик, віце-губернатор Массачусетса з 2003 по 2007 рр. Член Республіканської партії.

## Біографія
Виросла у Дейтоні-Біч (штат Флорида). У 1982 р. здобула ступінь бакалавра в Гарвардському університеті. Пізніше вивчала політологію і право у Триніті-коледж Дубліна, де здобула ступінь доктора у 1991 р. 
У період з 1986 по 1997 рр. працювала у Abt Associates у Кембриджі. Викладала кримінальне правосуддя в Університеті Массачусетса (Лоуелл) і соціальну політику в Ендікотт-коледжі. З 2001 по 2002 рр. очолювала Республіканську партію Массачусетса. У 1998 і 2000 рр. невдало балотувалася до Палати представників Массачусетса.
У 2006 р. Гілі балотувалася на посаду губернатора, але зазнала поразки від демократа Деваля Патріка. У 2013 р. була призначена президентом Бебсон-коледжу у Велслі.
Одружена, має двох дітей.